# Amani Doddakere, Anekal
Amani Doddakere là một làng thuộc tehsil Anekal, huyện Bangalore Urban, bang Karnataka, Ấn Độ.